# أنتون شفيتس
أنتون شفيتس (26 أبريل 1993 بهينيتشيسك في أوكرانيا - ) هو لاعب كرة قدم أوكراني وروسي في مركز الوسط. لعب مع تيريك غروزني وريال سرقسطة ونادي فياريال ب وDeportivo Aragón ‏.

## وصلات خارجية
- أنتون شفيتس على موقع قاعدة بيانات كرة القدم.إي يو (الإنجليزية)
- أنتون شفيتس على موقع ناشيونال فوتبول تيمز (الإنجليزية)
- أنتون شفيتس على موقع Soccerway.com (الإنجليزية)
- أنتون شفيتس على موقع عالم كرة القدم.نت (الإنجليزية)